# Кухулин
Куху̀лин или Куху̀лан(на ирландски: Cú Chulainn, английско произношение МФА: [kuːˈkʌlɪn], ирландско МФА: [kuːˈxʊlˠɪn̠ʲ]) е измислен герой от ирландския фолклор.

## Произход
Баща му е красивият бог Луг, който живее с другите богове в Брю на Бойн, а майка му – принцеса Дехтире. Според легендата Луг винаги е обичал Дехтире. Но принцесата била омъжена за Сулатим – могъщ вожд, много по-стар от нея. Според преданията Дехтире не родила истински син на съпруга си. От своя страна Сулатим отгледал Кухулин като собствено дете. Кухулин станал непобедим воин.

## Описания
Легендите за Кухулин са описани от Майкъл Скот в книгата му „Ирландски митове и легенди“, издадена в България през 2007 г.